# Складчаста система
Складчаста система (рос. складчатая система, англ. fold system; нім. Faltungsystem n, Faltensystem n) — велика система складок земної кори витриманого простягання, яка утворюється на місці геосинклінальної системи, а також іноді в межах або скраю платформ.

## Класифікація
Складчасті системи розрізняють:
- за віком головної складчастості (архейські, каледонські, альпійські і т. д.),
- за морфологією і за зв'язком з розломами (лінійні, мозаїчні і т. ін.).